# Sylvain Cros
Pour les articles homonymes, voir Cros.
Sylvain Cros, né le 2 juin 1980 à Clermont-Ferrand (Puy-de-Dôme), est un nageur français, médaillé de bronze aux championnats d'Europe 1999 (Istanbul) sur 1500 m nage libre.

## Parcours sportif
- 6 titres de champion de France sur 400 et 1500 m nl
- Ancien détenteur du record de France du 800 et 1500 m nl en petit et grand bassin.
- médaillé aux championnats d Europe 1999 sur 1500nl

Il commence une carrière de nageur master en 2006, avec le record du monde master C1 du 400 m nl en petit bassin.
Médaillé de bronze au championnat de France de Sauvetage sportif en 2009 sur 200 obstacle.